# Villa Lobos (Villa Nueva)

Villa Lobos es una localidad de 35.000 habitantes situada en la zona 12 del Municipio de Villa Nueva, Guatemala.

## Historia
En la ciudad de Guatemala se encuentra el municipio de Villanueva el cual cuenta con 1 Villa (Zona Central), 5 Aldeas y 11 caseríos (varias fincas), en este caso nos ubicamos en la Aldea de Villalobos Norte.
Esta Aldea está separada por el Río Villa Lobos proveniente de aguas negras, con un alto grado de contaminación ya que es el reposadero de aguas residuales.
La Comunidad cuenta con un COCODE (Consejo de Desarrollo Comunitario), y una Telesecundaria para el beneficio de sus habitantes.
Esta comunidad habitada por 35.000 habitantes, cuenta con un número de familias entre 500 y 600, donde su mayor fuente de ingreso económico es el Río, ya que en este se encuentran gravas y arenas que son explotadas comercialmente. En la actualidad el cauce de dicho río está casi seco la mayor parte del tiempo, en las cercanías de la cabecera.

## Educación
Actualmente la comunidad cuenta con una Telesecundaria que se construyó como iniciativa de la Municipalidad pero se sostiene gracias a la unión de profesores, estudiantes y padres de familia.

## Ambiente
En cuánto a temas ambientales, debido a que la comunidad está separada por el Río Villa Lobos, y toda la basura y desechos de los habitantes y de las empresas cercanas es arrojada allí, se está gestionando un proyecto llamado Cultura ECO, con el apoyo de AMSA ( Autoridad para el manejo sustentable de la Cuenca y del Lago de Amatitlán) y de voluntarios que pertenecen a AIESEC .
Este proyecto que comienza en enero de 2016 tiene como propósito fomentar el liderazgo y el empoderamiento de los jóvenes a través de la educación ambiental.